# Gewerkschaft Gartenbau, Land- und Forstwirtschaft
Die Gewerkschaft Gartenbau, Land- und Forstwirtschaft (GGLF) war eine Gewerkschaft des Deutschen Gewerkschaftsbundes (DGB).

## Vorgeschichte

### Deutscher Landarbeiter-Verband
Am 21./22. Februar 1909 wurde in Berlin der Verband der Land-, Wald- und Weinbergsarbeiter und -arbeiterinnen Deutschlands gegründet und 1912 in Deutscher Landarbeiter-Verband (DLV) umbenannt. Als Mitglieder wurden die Land-, Wald- und Weinbergsarbeiter angesprochen. Vorsitzender des Deutschen Landarbeiter-Verbandes war von 1909 bis 1933 Georg Schmidt (Politiker, 1875).
In Konkurrenz mit anderen Landarbeiterorganisationen konnte sich die DLV in der Weimarer Republik als führende Gewerkschaft in der Branche durchsetzen. Nach der Machtergreifung durch die Nationalsozialisten wurde der DLV am 2. Mai 1933 verboten.
Der DLV war Herausgeber mehrerer Zeitschriften; unter anderem folgender Titel:
- Der Land- und Forstarbeiter
- Der Landarbeiter
- Landarbeiter-Jugend.

### Nach dem Zweiten Weltkrieg
Nach dem Zweiten Weltkrieg bildeten sich in den einzelnen Besatzungszonen getrennte Landarbeitergewerkschaften.
Der erste zonenweite Zusammenschluss war die Gründung der Industriegewerkschaft Land- und Forstwirtschaft in der sowjetischen Besatzungszone am 16. Juni 1946 in Halle (Saale). Nach der Gleichschaltung dieser Gewerkschaft wurde sie als Gewerkschaft Land, Nahrungsgüter und Forst (GLNF) in der DDR Teil des FDGB. Bedingt durch die Deutsche Teilung war erst nach der Wiedervereinigung die Bildung einer freien gesamtdeutschen Gewerkschaft möglich.
1946 bildeten sich in der amerikanischen und französischen Zone Landesgewerkschaften. In der französischen Zone lautete der Name Landesverband der Landarbeiter für Rheinland-Pfalz. In der britischen Besatzungszone wurde auf Zonenebene am 29./30. März 1947 in Hannover die Gewerkschaft für Gartenbau, Land- und Forstwirtschaft gegründet.

## Geschichte der GGLF
Auf dem Vereinigungsverbandstag am 30./31. Juli 1949 in Hannoversch Münden wurde die Gewerkschaft Gartenbau, Land- und Forstwirtschaft als Zusammenschluss der Landarbeitergewerkschaften der drei Westzonen gebildet. Die GGLF ist eine der Gründungsgewerkschaften des Deutschen Gewerkschaftsbundes, der sich auf dem DGB-Gründungskongress vom 12.–14. Oktober 1949 in München bildete.
Die GGLF war Herausgeberin der Zeitschrift Der Säemann.
Dem Prinzip der Einheitsgewerkschaft folgend erhob die GGLF den Anspruch, die einzige Landwirtschaftgewerkschaft im DGB zu sein. Allerdings gab es mit der Gewerkschaft ÖTV Konflikte in der Abgrenzung, die dann ein Schiedsspruch des DGB am 15. Mai 1950 regelte. Außerdem traten Abgrenzungskonflikte zur Deutschen Angestellten-Gewerkschaft und zum Allgemeinen Melkerbund auf.
Die Gewerkschaft war Mitglied in der Internationalen Landarbeiterföderation (ILF, International Landworkers' Federation).

### Wiedervereinigung
Nach der Wende wurde der Zusammenschluss der Gewerkschaften in Ost und West vorbereitet. Am 26. Januar 1990 wurde ein Kooperationsvertrag zwischen GGLF und GLNF abgeschlossen. Zu einer Fusion kam es jedoch nicht. Am 23./24. Juli 1990 beschloss der GGLF-Hauptausschuss, den Wirkungsbereich auf das Staatsgebiet der ehemaligen DDR auszudehnen. Am 22. September 1990 fand der 1. Außerordentliche Gewerkschaftstag der GGLF und gleichzeitig eine Zentraldelegiertenkonferenz der GLNF statt, auf der die GLNF sich auflöste. Die ehemaligen GLNF-Mitglieder wurden Mitglieder der GGLF oder (die Mitglieder aus der Nahrungsgüterindustrie) der NGG.
Mit dem Zusammenschluss verdreifachte sich die Zahl der Mitglieder. 1990 gehörten ihr rund 44.000 Mitglieder an.

### Auflösung
Die Einführung der kapitalistischen Produktionsweise führte insbesondere in der Landwirtschaft zu massiven Strukturänderungen. Der Anteil der Beschäftigten in der Landwirtschaft, der in der DDR doppelt so hoch lag wie im Westen, sank rapide. Hierdurch brach die Mitgliederzahl der GGLF ein, was zu Finanzproblemen führte. 1995 löste sie sich selbst auf und schloss sich zum 1. Januar 1996 der IG Bau-Steine-Erden an. Diese nennt sich seither IG Bauen-Agrar-Umwelt.

## Vorsitzende der Gewerkschaft Gartenbau, Land- und Forstwirtschaft
- 1949–1956: Friedrich Greve
- 1956–1959: Heinz Frehsee
- 1959–1968: Hellmut Schmalz
- 1968–1969: Alfons Lappas
- 1969–1975: Alois Pfeiffer
- 1975–1987: Willi Lojewski
- 1987–1993: Günther Lappas
- 1993–1995: Hans-Joachim Wilms